# Волиця-Уханська
Волиця-Уханська (пол. Wolica Uchańska) — село в Польщі, у гміні Грабовець Замойського повіту Люблінського воєводства.
Населення — 151 особа (2011).
У 1975-1998 роках село належало до Замойського воєводства.

## Демографія
Демографічна структура станом на 31 березня 2011 року:
|          | Загалом | Допрацездатний вік | Працездатний вік | Постпрацездатний вік |
| -------- | ------- | ------------------ | ---------------- | -------------------- |
| Чоловіки | 78      | 14                 | 49               | 15                   |
| Жінки    | 73      | 13                 | 34               | 26                   |
| Разом    | 151     | 27                 | 83               | 41                   |